# Russell Springs, Kansas
Russell Springs är en ort i Logan County i Kansas. Vid 2020 års folkräkning hade Russell Springs 26 invånare.